# Watutia novaeguineae
Watutia novaeguineae (лат.) — вид вымерших сумчатых млекопитающих из семейства Кенгуровые, обитавших во времена плиоцена (3,6—2,588 млн лет назад) в Новой Гвинее. Типовой и единственный вид в роде Watutia.
Вид описан Flannery, Hoch и Aplin в 1989 году на основе голотипа GMK52950 — фрагмента верхней челюсти с зубами P3, M2—5, найденного в формации Отибанда провинции Моробе (Папуа-Новая Гвинея). Ближайшим родственником этого зверя вероятно был ископаемый кенгуру Hadronomas puckridgei, обитавший несколько миллионов лет назад в Квинсленде. Размерами был примерно с кустарниковых кенгуру Новой Гвинеи (род Dorcopsis).